# 최고의 이혼 (2018년 드라마)
《최고의 이혼》은 KBS 2TV에서 2018년 10월 8일부터 2018년 11월 27일까지 방송된 한국방송공사 월화 미니시리즈인데 원작을 '국내 정서화' 하는 것에 실패한 데다 종국으로 치닫을수록 네 남녀의 관계에는 극성이 더해졌고 자극적인 그림이 펼쳐졌으며 치정극으로 변질됐다는 지적 탓인지 한자릿수 시청률로 기대 이하의 성적에 그쳤다.

## 줄거리
'결혼은 정말 사랑의 완성일까?'라는 질문에서 시작해, 현대인들의 복잡한 결혼 사정을 모티브로, 해마다 쉴 새없이 급증하고 있는 황혼 이혼과 졸혼, 싱글족 세태를 풍자하여, 대한민국에 실존하는 사랑, 결혼, 가족에 대한 남녀의 생각 차이를 유쾌하고 진지하게 공감해 보자는 취지로 기획한 러브 코미디 가족 드라마.

## 등장 인물

### 주요 인물
- 차태현: 조석무 역(아역 설우형) - 36세. 까다롭고 예민한 남자
- 배두나: 강휘루 역(아역 송지우) - 35세. 휘루라는 이름은 ‘휘뚜루마뚜루’의 준말. 집 2층에 게스트하우스를 운영. 체육 보조교사로 용돈충당
- 이엘: 진유영 역(아역 홍정민, 김가을) - 36세. 석무의 대학시절 여자친구. 강단있고 직설적이고 자기세계를 지킬 줄 아는 단단함이 있음
- 손석구: 이장현 역 - 36세. 유영의 남편. 미대 강사

### 석무 가족
- 문숙: 고미숙 역 - 76세. 조석무의 할머니. 오래된 느낌의 편안하고 자연스러운 <다른방> 카페를 운영
- 최정우: 조구호 역 - 64세. 조석무의 아버지
- 남기애: 백미연 역 - 61세. 조석무의 어머니
- 윤혜경: 조석영 역(아역 원지우) - 41세. 석무의 누나
- 정지순: 고명근 역 - 45세. 석영의 남편. 검사
- 고재원: 고성빈 역 - 10세. 석영 아들. 접근하기 꺼려지는 아이

### 휘루 가족
- 유형관: 강추월 역 - 62세. 휘루 아버지. 정감 있고 아이처럼 순수
- 황정민: 이종희 역 - 59세. 휘루 어머니. 음식을 엄청 잘함
- 김혜준: 강마루 역 - 29세. 휘루의 동생. 바리스타 자격증을 따고 카페 <다른방>에서 아르바이트
- 하윤경: 주수경 역 - 29세. 말수 적고 엉뚱한 마루의 동거녀

### 그 외 인물
- 위하준: 임시호 역 - 29세. '옷자락밴드'의 리더이자 마루의 친구. 대학시절부터 음악을 하면서 석무와 아는 사이
- 신성민: 백찬진 역 - 29세. 의대 레지던트로 근무중인 마루의 전 애인
- 송지호: 남동구 역 - 28세. 석무의 직장 후배. 열혈 신입직원
- 김채은: 송마리 역 - 28세. 석무에게 반해 무작정 돌진
- 서윤아: 송은주 역 - 25세. 장현의 조교
- 김가란: 성나경 역 - 27세. 청순하고, 지고지순한 이미지. 액세서리 가게를 운영
- 최우리: 유지현 역 - 39세. 섹시한 유부녀. 장현이 마음을 터놓고 과거 이야기를 건네는 상대
- 신성민: 백민섭 역 - 47세. 석무의 직장 선배
- 이승형: 석무의 직장 팀장
- 양조아
- 김현중
- 오유미
- 김주아
- 정지호
- 금동현
- 이운산
- 김미준
- 지성근
- 손경원: 식당주인 역
- 손동화: 대학생 역
- 김준표
- 김동하
- 정현석
- 이채민
- 옥주리
- 감소현: 연호 역
- 정찬훈: 경호 역
- 인성호
- 박기륭
- 김시하
- 박은우: 어린 세진 역
- 신재원
- 정수인
- 김기탁

### 특별출연
- 윤금선아
- 김현균
- 이종혁: 오기완 역 - 화요일 출판사 편집장
- 이영진
- 길해연: 진유영의 어머니 역

## 시청률
최저 시청률과 최고 시청률은 시청률 조사회사와 지역별로 시청률에 차이가 있을 수 있습니다.
| 2018년 | 2018년    | 2018년         | 2018년       | 2018년         | 2018년       |
| 회차   | 방송일    | TNmS 시청률    | TNmS 시청률  | AGB 시청률     | AGB 시청률   |
| 회차   | 방송일    | 대한민국(전국) | 서울(수도권) | 대한민국(전국) | 서울(수도권) |
| ------ | --------- | -------------- | ------------ | -------------- | ------------ |
| 제1회  | 10월 8일  | %              | %            | 3.2%           | %            |
| 제2회  | 10월 8일  | %              | %            | 4.0%           | %            |
| 제3회  | 10월 9일  | 3.3%           | %            | 2.9%           | %            |
| 제4회  | 10월 9일  | 4.0%           | %            | 3.9%           | %            |
| 제5회  | 10월 15일 | 2.9%           | %            | 2.6%           | %            |
| 제6회  | 10월 15일 | 3.1%           | %            | 3.8%           | %            |
| 제7회  | 10월 16일 | %              | %            | 2.6%           | %            |
| 제8회  | 10월 16일 | %              | %            | 3.7%           | %            |
| 제9회  | 10월 22일 | %              | %            | 3.3%           | %            |
| 제10회 | 10월 22일 | %              | %            | 4.0%           | %            |
| 제11회 | 10월 23일 | %              | %            | 3.1%           | %            |
| 제12회 | 10월 23일 | %              | %            | 3.7%           | %            |
| 제13회 | 10월 29일 | %              | %            | 1.9%           | %            |
| 제14회 | 10월 29일 | %              | %            | 2.7%           | %            |
| 제15회 | 10월 30일 | %              | %            | 2.3%           | %            |
| 제16회 | 10월 30일 | %              | %            | 3.1%           | %            |
| 제17회 | 11월 5일  | %              | %            | 2.7%           | %            |
| 제18회 | 11월 5일  | %              | %            | 3.9%           | %            |
| 제19회 | 11월 6일  | %              | %            | 2.7%           | %            |
| 제20회 | 11월 6일  | %              | %            | 3.8%           | %            |
| 제21회 | 11월 13일 | 2.7%           | %            | 3.3%           | %            |
| 제22회 | 11월 13일 | 3.2%           | %            | 4.1%           | %            |
| 제23회 | 11월 19일 | 2.7%           | %            | 2.9%           | %            |
| 제24회 | 11월 19일 | 2.9%           | %            | 4.3%           | %            |
| 제25회 | 11월 20일 | %              | %            | 3.3%           | %            |
| 제26회 | 11월 20일 | 3.9%           | %            | 4.5%           | %            |
| 제27회 | 11월 26일 | 2.5%           | %            | 2.2%           | %            |
| 제28회 | 11월 26일 | 2.9%           | %            | 3.7%           | %            |
| 제29회 | 11월 27일 | 3.9%           | %            | 3.3%           | %            |
| 제30회 | 11월 27일 | 4.7%           | %            | 4.0%           | %            |
| 제31회 | 11월 27일 | 4.4%           | %            | 4.1%           | %            |
| 제32회 | 11월 27일 | 4.2%           | %            | 4.4%           | %            |

## 촬영지
그문화다방
- 동작대교
- 라피신부티크 - 브로이스터

## 결방 사유 및 연속 방송
- 2018년 11월 12일: KBS 스포츠 2018년 한국시리즈 6차전 《SK 와이번스 VS 두산 베어스》 중계방송으로 인해 결방
- 2018년 11월 27일: 밤 10시부터 4회 연속방송(29회, 30회, 31회, 32회)

## 수상내역
- 2018년 KBS2 《KBS 연기대상》 ... 남자 최우수상 (차태현)
- 2018년 KBS2 《KBS 연기대상》 ... 베스트 커플상 (차태현&배두나)

## 동시간대 드라마
- MBC 월화 미니시리즈

《배드파파》(2018년 10월 1일~2018년 11월 27일)
《나쁜 형사》(2018년 12월 3일~2019년 1월 29일)
- SBS 월화 미니시리즈

《여우각시별》(2018년 10월 1일~2018년 11월 26일)
《사의 찬미》(2018년 11월 27일~2018년 12월 4일)

## 같이 보기
- 대한민국의 텔레비전 드라마 목록 (ㅊ)
- 2018년 대한민국의 텔레비전 드라마 목록